# 商都路街道
商都路街道是中华人民共和国河南省郑州市管城回族区下辖的一个乡镇级行政单位，目前由郑东新区管理。商都路街道辖区范围为七里河以东及以南、陇海铁路以北、京港澳高速公路以西的合围区域，总面积21.5平方公里，户籍人口6.5万人，流动人口近30万。

## 行政区划
商都路街道下辖以下地区：
福禄街社区、五州汇富社区、南岗社区、西刘庄社区、榆林社区、小店社区、普惠社区、康宁社区、康平社区、恒兴嘉园社区、安平路社区、永平路社区、海马公园社区、白佛村和穆庄村。

## 经济
辖区内经济以楼宇经济和物流业为主，商业楼宇主要位于郑州东站西广场周边。另外，区内大型综合市场和特色街区集中，一批省市重点项目相继建成投入使用，使辖区已经成为具有较好产业聚集度、较强发展活力的区域。